# سیگنالار
سیگنالار (به انگلیسی: SignalR) یک کتابخانه متن باز برنامه نویسی برای مایکروسافت ای‌اس‌پی‌دات‌نت است که به کد نوشته شده در سمت سرور اجازه ارسال اعلانات غیرهمزمان را به رابط کاربری تحت وب می دهد. این کتابخانه حاوی ابزارهای جاوا اسکریپت هم در سمت سرور و هم سمت کاربر است. منبع کد سیگنالار در فهرست پروژه های عمومی گیت هاب در دسترس است. 